# Montferrer
Montferrer település Franciaországban, Pyrénées-Orientales megyében. Lakosainak száma 216 fő (2022. január 1.). Montferrer Corsavy, Arles-sur-Tech, Saint-Laurent-de-Cerdans és Le Tech községekkel határos.

## Földrajz

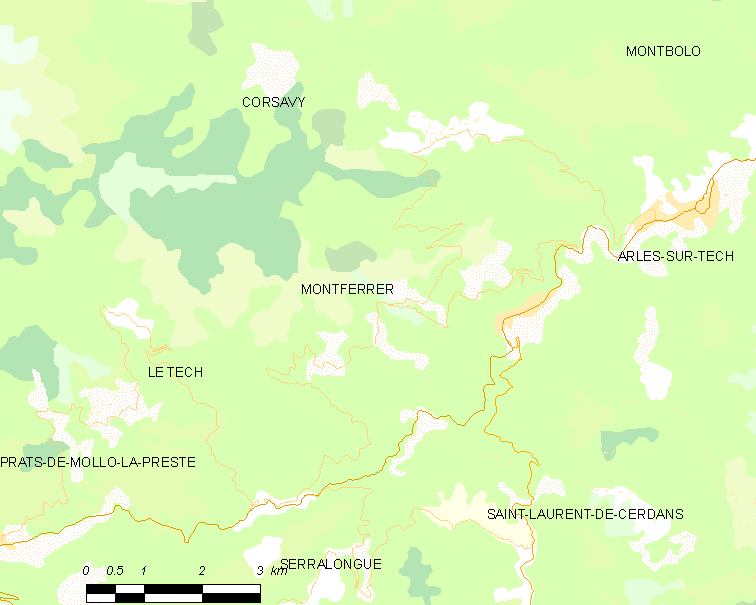
Montferrer és környéke

## Népesség
A település népességének változása:
| Lakosok száma | 188  | 188  | 193  | 188  | 189  | 186  | 197  | 206  | 216  |
|               | 2013 | 2015 | 2016 | 2017 | 2018 | 2019 | 2020 | 2021 | 2022 |